# Pentadecaan
Pentadecaan is een verzadigde organische verbinding met als brutoformule C15H32. De stof komt voor als een kleurloze vloeistof, die door hydrofobe eigenschappen onoplosbaar is in water. Het is wel goed oplosbaar in de meeste organische oplosmiddelen, zoals benzeen, di-ethylether, ethanol, aceton en tolueen. De verbinding kent 4347 structuurisomeren.
Pentadecaan reageert met oxiderende verbindingen.